# Operación Solsticio
Operación Solsticio (en alemán Unternehmen Sonnenwende), o también denominada Batalla de tanques de Stargard (Unternehmen Husarenritt), fue una de las últimas operaciones de tanques ejecutada por la Wehrmacht alemana en los meses finales de la Segunda Guerra Mundial, en febrero de 1945.
Inicialmente el ataque fue planificado por el OKH alemán como ofensiva a gran escala contra el flanco norte del Primer Frente Bielorruso del Ejército Rojo en la región de Pomerania, específicamente en la zona al este de la ciudad de Stettin, pero la escasez de medios y recursos forzó al alto mando germano a reducir notablemente el alcance del ataque,  el cual fue repelido por los soviéticos tras unos días de lucha.

## Antecedentes
Hacia enero de 1945 las fuerzas del Ejército Rojo habían comenzado un sostenido avance sobre las regiones alemanas de Pomerania y Prusia Oriental, alcanzando el río Óder tras la Ofensiva del Vístula-Óder iniciada el 12 de enero de 1945.
Tras el éxito de esta ofensiva, las tropas soviéticas habían dejado atrás la cuenca del río Vístula y llegaban al río Óder, pero las vanguardias soviéticas en Pomerania, correspondientes al Primer Frente Bielorruso, no mantenían un frente muy amplio sino que penetraban por una estrecha franja de terreno, dejando flancos vulnerables al sur y al norte, donde fuerzas alemanas se habían retirado para formar líneas defensivas sólidas.
La situación motivó que el general Heinz Guderian, jefe de las divisiones panzer alemanas, ideara un posible ataque contra el I Frente Bielorruso, cortando el avance de sus vanguardias al este del Óder. Para hacer realidad este plan, los soviéticos serían atacados por dos flancos: desde el norte partiendo de Szczecin, y desde el sur partiendo de Glogau (en Silesia) y Guben (en Brandeburgo). 
Este proyecto resultaba bastante ambicioso y para ello Guderian pidió utilizar tropas aún estacionadas en Noruega y el norte de Italia, así como evacuar toda la Bolsa de Curlandia y repatriar el 6.º Ejército Panzer del general Sepp Dietrich, al cual se había asignado ejecutar un contraataque en Hungría. Estos pedidos de Guderian fueron rechazados de inmediato por Hitler, quien insistió en mantener tropas estacionadas en Curlandia y que continuasen los planes para la ofensiva en Hungría.
Como resultado, Guderian modificó sus planes y redujo en gran medida el alcance de la ofensiva en Pomerania. Guderian al menos logró que el mando de la operación fuera confiado a un militar profesional, el general Walther Wenck, aunque Hitler había requerido que el mando recaiga sobre Heinrich Himmler (quien entonces dirigía el Grupo de Ejércitos Vístula)

## Plan de ataque
El plan final alemán consideraba un ataque bastante limitado en alcance, que tendría como punto de partida a Stettin, tomando como sustento principal a los tres cuerpos del 11.° Ejército Panzer SS. El objetivo inicial era atacar las vanguardias soviéticas en un frente de aproximadamente 50 kilómetros alrededor de Stargard, lanzándose en dirección sureste hacia el poblado de Arnswalde, donde una pequeña guarnición alemana había quedado cercada, siendo su objetivo final apoyar la amenazada localidad de Küstrin.
El mariscal soviético Georgui Zhúkov fue informado de una concentración de tropas germanas en el extremo norte de Pomerania, aunque ello no implicaba conocer detalles del tipo de ataque ni su posible fecha. Ante ello, los soviéticos el 61.º Ejército y el 2.º Ejército de Tanques de la Guardia, mientras tanto la Stavka soviética había logrado conocer que el OKH había concentrado más de 30 divisiones en Pomerania, formando una amenaza seria contra el I Frente Bielorruso.
La ofensiva alemana fue planificada para utilizar en simultáneo unos 1,200 tanques y carros de combate, pero el OKH carecía de suficientes trenes para transportarlos al campo de batalla. Peor todavía, debido a la escasez imperante en el Reich, a los tanques les fueron suministradas raciones normales de combustible y municiones solo para tres días, siendo que el terreno donde ocurriría la ofensiva era bastante llano, típico de la costa meridional del Báltico, interrumpido solo por lagunas, corrientes, y bosques, lo cual favorecería en principio el avance de tanques alemanes pero apoyaría también un contraataque soviético.
Otro problema para el OKH era que sus tres cuerpos de divisiones panzer disponibles apenas contaban con una fracción de su verdadera fuerza (al punto que ninguna división estaba completa), siendo que la "punta de lanza" esperada por Guderian podría causar serias bajas a los soviéticos en sus vanguardias, pero resultaba débil para una ofensiva de largo alcance destinada a anular el Primer Frente Bielorruso.
Por otro lado, las tropas soviéticas en Pomerania también se hallaban desgastadas por la lucha, y las divisiones de fusileros del I Frente Bielorruso apenas reunían en promedio 4,000 soldados cada una, apenas la mitad de sus efectivos necesarios; la cantidad de tanques y carros de combate también había disminuido, siendo visible la urgencia de contar con refuerzos de todas las armas para los cinco ejércitos (47.º, 61.º, 2.º de Tanques de Guardias, 1.º de Tanques de Guardia, y 3.º de Choque), con que contaba el Frente. En simultáneo, las tropas soviéticas aún debían reducir algunos nidos de resistencia alemana en Elbing, Poznan, Deutsch-Krone, y Schneidemühl.

## La batalla
La fecha del ataque estaba fijada para el 15 de febrero, pero no estaban preparadas todas las unidades alemanas destinadas a la ofensiva, las que serían además abastecidas desde Stettin. Pese a ello, la División Nordland de las Waffen SS  lanzó su ataque en el día previsto, teniendo como meta la cercada localidad de Arnswalde. El inicio de la lucha fue auspicioso para los alemanes, pues muchos batallones del 61.° Ejército soviético fueron sorprendidos por el avance germano y debieron retroceder, dejando camino libre para que tropas de la Nordland alcanzaran Arnswalde. 
Al día siguiente, 16 de febrero, el 3.° SS Panzerkorps aumentó la penetración alemana en Arnswalde, hacienda retroceder a los soviéticos de 8 a 12 kilómetros, pero el 39.° SS Panzerkorps no logró conseguir más que un sector en la orilla oriental del lago Madü y recuperar la localidad de Pyritz, avanzando hasta 70 km de distancia de Stettin y deteniéndose por la resistencia soviética del 2.° Ejército de Tanques de la Guardia. Las vanguardias alemanas lograron avanzar hacia Reetz y Liebenow, causando serias pérdidas a los soviéticos pero sufriendo también graves bajas durante la ofensiva. Al día siguiente, tras reanudarse la ofensiva, el general Walther Wenck sufrió un grave accidente de auto que le obligó a  retornar a Stettin, dejando a cargo de la ofensiva al general Hans Krebs.
Notando el riesgo de un avance alemán, el general soviético Zhúkov dispuso en la tarde del 17 de febrero que acudiera al frente el 3.° Ejército de Choque para detener a los alemanes, mientras que los soviéticos endurecían su defensa y detenían la iniciativa alemana.  La llegada de tropas frescas del 3.º Ejército de Choque desde la mañana del 18 de febrero inclinó la balanza en contra de los alemanes, que carecían de reservas listas para apoyar la ofensiva, por lo cual el OKH ordenó en la tarde del mismo día detener la "Operación Solsticio".
El día 19 de febrero, los soviéticos lanzaron una contraofensiva con el fin de tomar Stettin, usando para ello el 61.º y 2.º Ejércitos de Tanques de Guardias y el 7.º Cuerpo de Caballería de Guardias, pero quedó atascado en combate urbano dentro de Arnswalde, la cual fue capturada por los soviéticos. Al fortalecerse la contraofensiva soviética, recién a partir del 21 de febrero el OKH dispuso retirar al oeste los cuarteles generales del 39.° SS Panzerkorps así como de las divisiones Führer-Grenadier, Führer-Begleit, Holstein, y la 10.° SS División Panzer. Cuando Zhúkov lanzó a la contraofensiva también a tropas del 70.º Ejército desde el 23 de febrero, el OKH dispuso una retirada generalizada de las tropas de la "Operación Solsticio", maniobra con la que acabó en la práctica la operación.

## Consecuencias
Al día siguiente, 24 de febrero, fuerzas del Segundo Frente Bielorruso aprovecharon la retirada alemana para penetrar 30 kilómetros en territorio de Pomerania bajo control alemán, abriendo una grieta de 60 km en las líneas alemanas al oeste de la localidad de Grudziądz, aprovechando el desgaste de las tropas del Grupo de Ejércitos Vístula, ya incapaces de oponer alguna resistencia a este nuevo avance. 
Con ello la “Operación Solsticio” concluyó en un fracaso, pues aunque el avance inicial alemán causó serias bajas a las tropas soviéticas, la posterior retirada alemana generó también gravés pérdidas de hombres y material. Más bien, la ofensiva de los alemanes demostró a Zhúkov y Stalin que el flanco norte del Ejército Rojo estaba desprotegido en su marcha sobre Berlín, por lo cual fue postergado el avance sobre la capital alemana hasta que los soviéticos consiguieron (a inicios de abril) tomar toda Pomerania.